# Fascicularia
Genre
Classification phylogénétique
Fascicularia est un genre de plantes de la famille des Bromeliaceae endémique du Chili. Pour certains auteurs, il ne comprend que l'espèce Fascicularia bicolor

## Habitat
C'est une plante qui pousse sur les sols rocheux.

## Espèces
- Fascicularia bicolor Nelson & Zizka
  - Fascicularia bicolor subsp. bicolor (Regel) Leme
  - Fascicularia bicolor subsp. canaliculata E.C.Nelson & Zizka
- Fascicularia pitcairniifolia (Verl.) Mez